# Ettore Lorenzo Frapiccini
Ettore Lorenzo Frapiccini, né le 17 novembre 1957 à Buenos Aires, est un médailleur italien. 

## Biographie
Ettore Lorenzo Frapiccini a dessiné la pièce de 5 centimes d'euro italienne, avec pour motif le Colisée de Rome.